# Interstate 40
Interstate 40 (afgekort I-40) is een belangrijke west-oost interstate highway in de Verenigde Staten met een totale lengte van meer dan 4000 km. Het westelijke eindpunt is de aansluiting op Interstate 15 in Barstow (Californië); het oostelijke eindpunt is nabij Wilmington (North Carolina). 
Een groot deel van het westelijke deel van de I-40, van Oklahoma City naar Barstow, loopt parallel met de historische U.S. Route 66.

## Lengte

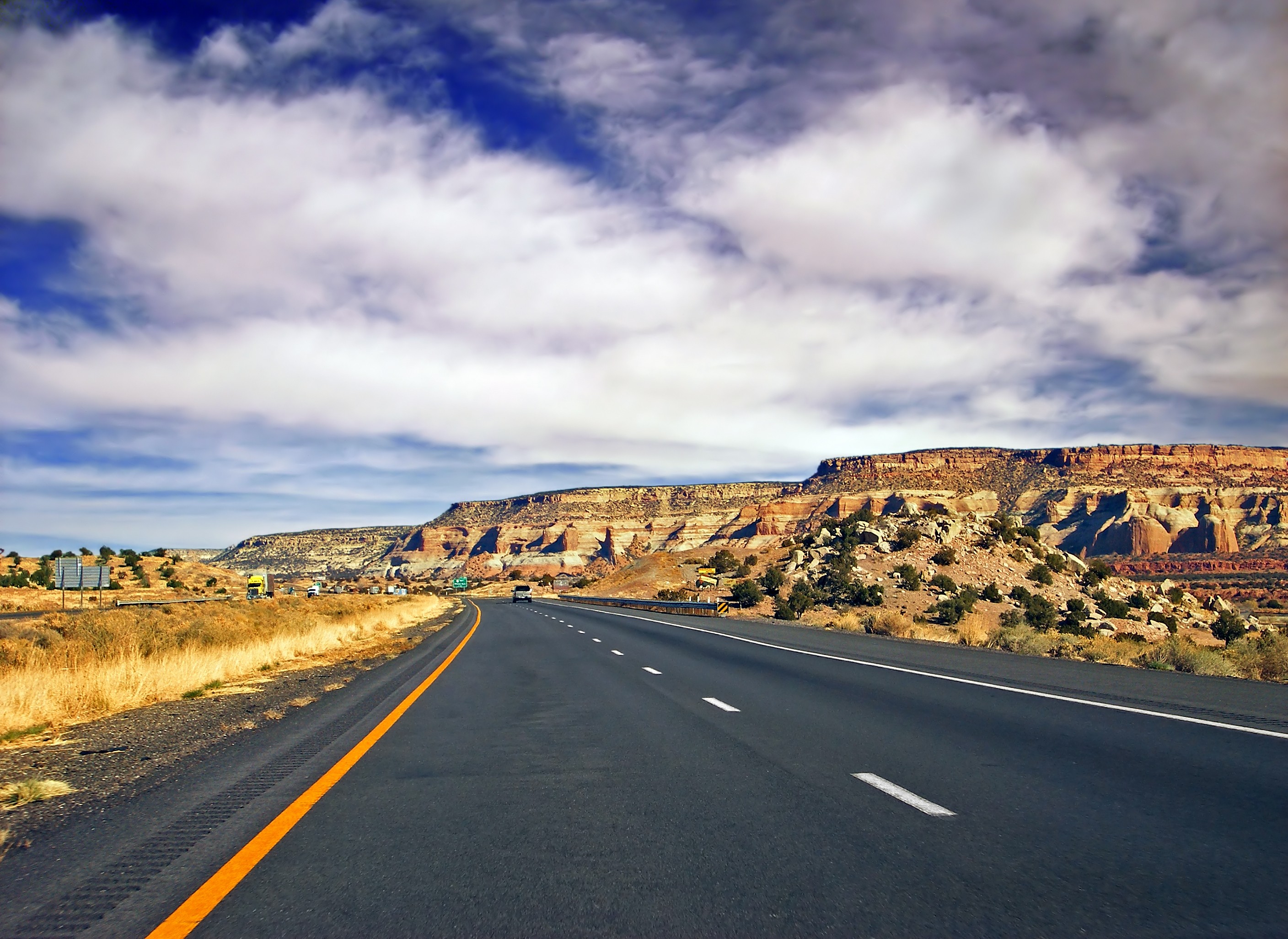
Interstate 40 oostelijk richting de grens van Arizona en New Mexico.

| Staat          | km      | mijl    |  |
|                |         |         |  |
| Californië     | 248,82  | 154,61  |  |
| Arizona        | 578,53  | 359,48  |  |
| New Mexico     | 601,11  | 373,51  |  |
| Texas          | 285,11  | 177,10  |  |
| Oklahoma       | 532,74  | 331,03  |  |
| Arkansas       | 458,16  | 284,69  |  |
| Tennessee      | 732,70  | 455,28  |  |
| North Carolina | 681,64  | 423,55  |  |
|                |         |         |  |
| Totaal         | 4118,71 | 2559,25 |  |

## Voetnoten
1. ↑  Route Log - Main Routes of the Eisenhower National System Of Interstate and Defense Highways - Table 1

2 · 4 · 5 · 8 · 10 · 12 · 15 · 16 · 17 · 19 · 20 · 22 · 24 · 25 · 26 · 27 · 29 · 30 · 35 · 37 · 39 · 40 · 43 · 44 · 45 · 49 · 55 · 57 · 59 · 64 · 65 · 66 · 68 · 69 · 70 · 71 · 72 · 73 · 74 · 75 · 76 (west) · 76 (oost) · 77 · 78 · 79 · 80 · 81 · 82 · 83 · 84 (west) · 84 (oost) · 85 · 86 (west) · 86 (oost) · 87 · 88 (west) · 88 (oost) · 89 · 90 · 91 · 93 · 94 · 95 · 96 · 97 · 99 · 165 · 238 · 265 · 277 · 278 · 287 · 355 · 390 · 465 · 485 · 565 · 684 · 787 · 790 · 865

Hawaii:
H-1 · H-2 · H-3  
Alaska:
A-1 · A-2 · A-3 · A-4  
Puerto Rico:
PR-1 · PR-2 · PR-3